# Арумунська мова
Арумунська мова (аромунська, самоназва: armãneashce) — одна з романських мов. Разом з румунською, меглено-румунською та істро-румунською мовами належить до східнороманських мов. Деякі лінгвісти розглядають її як діалект румунської мови.

## Мовці
Арумунська мова визнана мовою меншин Республіки Македонії. Загальна кількість мовців — 300 тис. осіб, що проживають в таких країнах:
- Греція — 200 тис. (1995)
- Албанія — 50 тис. (1995)
- Румунія — 28 тис.
- Сербія — 15 тис.
- Північна Македонія — 8467 (перепис 1994)
- Болгарія — 4770 (2000).

Через еміграцію з рідних місць, арумунську мову можна почути в Франції, Німеччині, США, Канаді, Латинській Америці та Австралії.

## Історія
Арумунська мова виникла внаслідок колонізації та асиміляції місцевих народів Римською Імперією.
Мова схожа на румунську, проте дещо відмінна у лексиці. У арумунській мові набагато менше слов'янських слів (переважно болгарських, македонських та сербських), ніж у румунській, і набагато більше грецьких слів, що відображають тісний контакт арумун та греків протягом більшої частини їхньої історії. Слова грецького походження були присутні вже у Народній латині (Vulgar Latin) до того, як Римська імперія покинула Балканський півострів. Хоча слов'янських слів у мові відносно небагато, арумуни все ще оточені слов'янськими мовцями в Болгарії, Північній Македонії та Сербії, а слов'янські запозичення збільшуються.
Грецький вплив набагато сильніший в арумунській, ніж в інших східних романських мовах, тим більше, що арумуни використовував грецькі слова для виведення нових слів (неологізмів), в той час як у румунській більшість неологізмів ґрунтувались на французькій.
З приходом турків на Балкани арумунська також отримала деякі турецькі слова. Лексичні структури романських мов, проте, лишаються основою сучасної ароманської мови.
Більшість лінгвістів вважають за регіон виникнення територію між річкою Дунай та Балканськими горами. Перша згадка про арумунів була в документах візантійського літописця Кедреноса в 976 році, а перший зразок мови був написаний 1156 року. Йшлося про чоловіка на ім'я Tsintsilukis (tsintsi luki — п'ять вовків). У 15 ст. Лаонікос Чалкоконділас першим довів спорідненість з румунською мовою. Дмитро Кантемір в своїй праці «Descriptio Moldaviae» (1714—1716) писав: «Ця мова є більш ламаною ніж мова румунських горян та мова Молдавії. Мова є щось поміж грецької та албанської, але власні назви та дієслова мають румунські корені».
Між 800 та 1200 роками народна латина, якою розмовляли в балканських провінціях Римської імперії розпалася на чотири мови: арумунську, румунську, меглено-румунську та істро-румунську .
З 18 ст. з'являються тексти грецьким письмом: надписи на іконах, літургійник, грецько-арумунсько-албанський словник, грецько-албансько-арумунсько-болгарський розмовник, буквар, рукописні церковні переклади. На початку 19ст. вводиться латинський алфавіт, з'являються філологічні праці насичені впливом румунської мови та латинізації. Починаючи з 1864 року друкуються твори письменників: Mihail Nicolescu, Taşcu Iliescu, Constantin Belimace, Nuşi Tulliu, Zicu A. Araia, Nicolae Batzaria, George Murnu.

## Сучасна ситуація
24 червня 1997 року Рада Європи наказала урядам країн, де проживають арумуни, полегшити вживання їхньої мови в школах, церквах та ЗМІ. Арумунською мовою навчання проводиться в одній школі в Албанії, у двох у Румунії та в кількох у Македонії. У Німеччині, Франції, США та в Македонії існують арумунські культурні осередки. Арумунська мова є офіційною мовою місцевості Крушево (Республіка Македонія).

## Діалекти
Існують дві групи діалектів:
- північні
  - фершєрський (область міста Фрашері в Албанії);
  - музекярський (у Музакії — область на півдні Албанії);
  - москополійський (у районі албанського міста Москополе);
  - гопеш-муловіштянський (у селах Гопеш та Муловіште в Республіці Македонії);
  - бялський (в Бяла в Республіці Македонії);
  - гремостянський (у горах Граммос в Греції).
- південні
  - піндійський (у горах Пінд в Греції);
  - олімпійський (у горах Олімп в Греції)

Між фрешерським, гремостянським і піндійським діалектом виникають проблеми взаємопорозуміння.